# Fühler (Biologie)

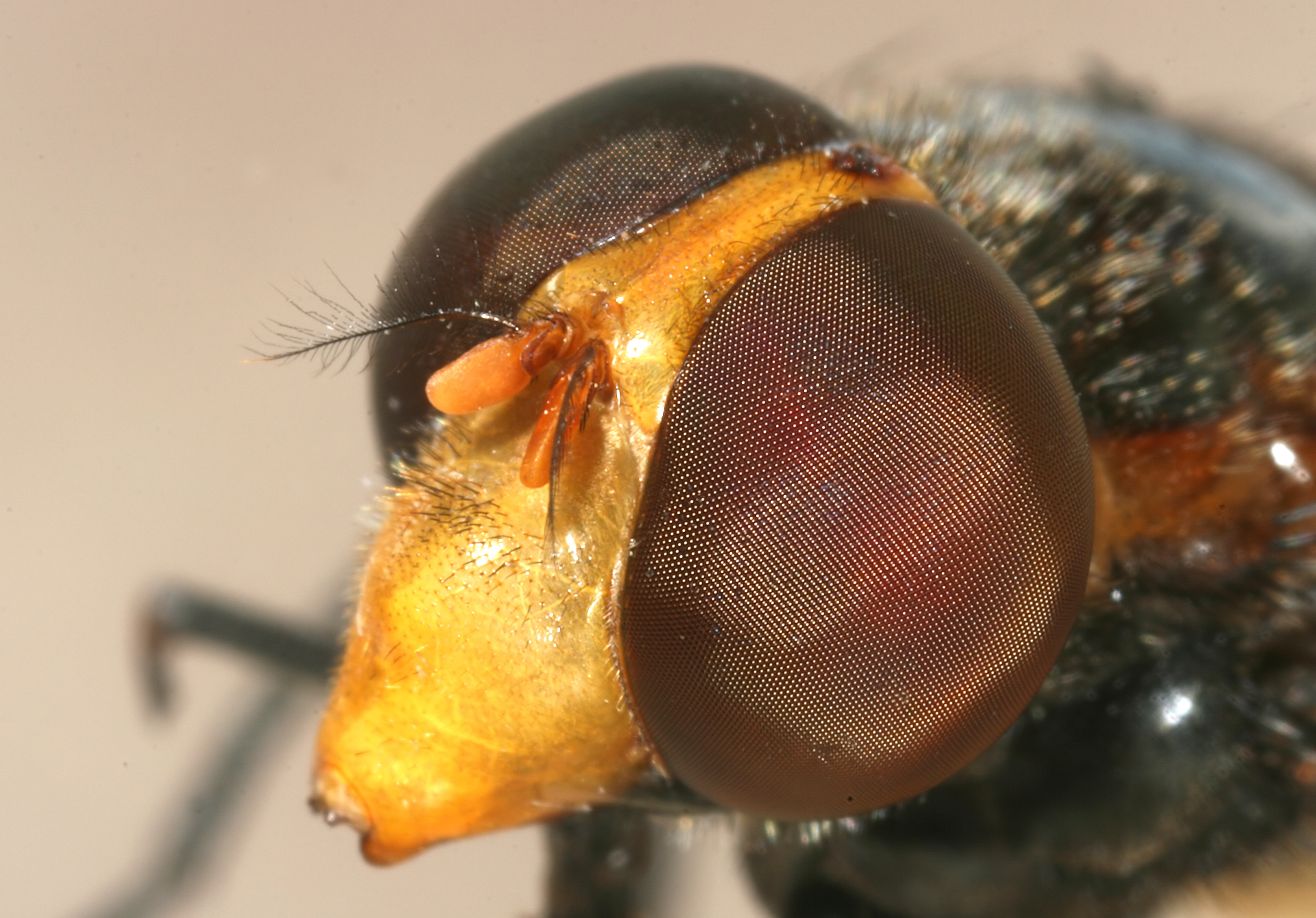
Aristate Antenne einer Gemeinen Waldschwebfliege (Volucella pellucens). Die Arista ist die (hier gefiederte) Fühlerborste am dritten Antennenglied.

Als Fühler oder Antennen bezeichnet man in der Zoologie das am Kopf der meisten Gliederfüßer auftretende, gegliederte Extremitätenpaar, das mit Sensillen (Tastsinn, Geruchssinn) ausgestattet ist.

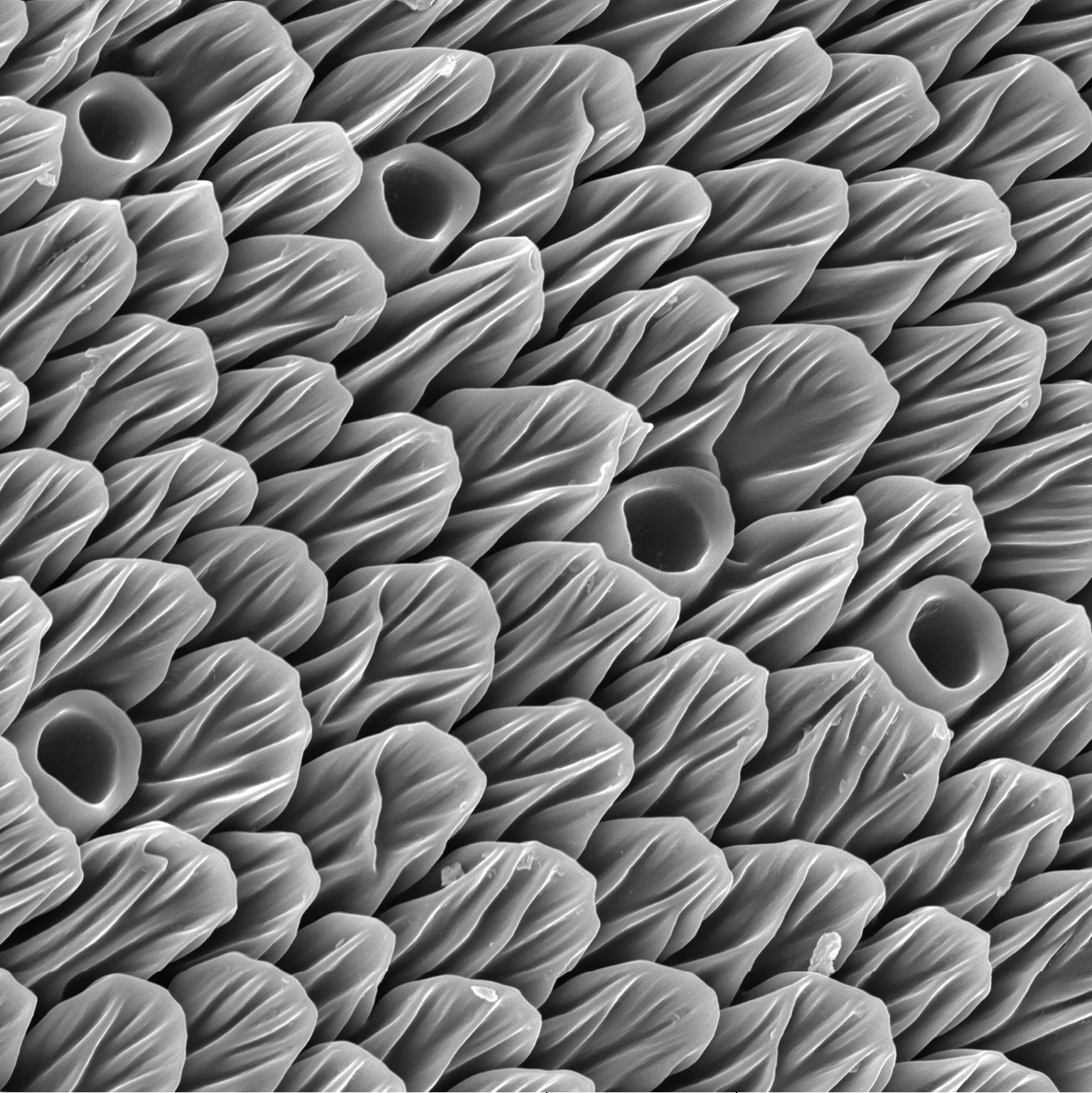
Verschiedene Formen von Sensillen auf der Fühleroberfläche des Tagpfauenauges (Aglais io) (REM-Aufnahme, 7500fach vergrößert)

Mit Ausnahme der Kieferklauenträger (Chelicerata) sind Antennen in allen großen Gruppen der Gliederfüßer vorhanden: bei den Sechsfüßern mit den Insekten ebenso wie bei Krebstieren und den Tausendfüßern. Von den Sechsfüßern besitzen nur die Beintastler (Protura) keine Antennen. Ihre Funktion wird hier von den Vorderbeinen übernommen. Die Tastorgane am Kopfabschnitt der Chelicerata werden als Pedipalpen bezeichnet.
Auch die Kopftentakel der Schnecken werden als Fühler bezeichnet.

## Homologie der Antennen
Nach anatomischen Beziehungen, Innervation und Entwicklung (v. a. Genexpression bei der Anlage im Embryo) sind die Antennen der Sechsfüßer und der Tausendfüßer homolog zu den ersten Antennen der Krebstiere, diese drei Ordnungen bilden zusammen die Mandibeltiere. Diese Antennen gelten als die ursprünglichen Extremitäten des ersten echten Segments des Kopfes, der den zweiten Abschnitt des Gehirns, das Deutocerebrum hervorbringt. Der davor liegende Kopfabschnitt mit den Augen und dem ersten Gehirnabschnitt, dem Protocerebrum entspricht keinem echten Segment und geht vermutlich aus dem ursprünglichen, als Acron bezeichneten Kopflappen hervor. Ihre der Lage nach homologe Entsprechung bei den Cheliceraten sind die Cheliceren. Bei den Sechsfüßern sind die, bei ihren Vorfahren ursprünglich vorhandenen, zweiten Antennen früh in ihrer Evolution verloren gegangen. Das entsprechende Kopfsegment, welches nun keine Extremitäten mehr trägt, wird als Interkalarsegment bezeichnet.
Die Antennen des ersten Kopfsegments sind immer einästig (uniram), d. h., sie gehen in ihrer Anlage nicht auf ein Spaltbein mit zwei Ästen zurück. Dies ist bei den Krebstieren manchmal schwer erkennbar, weil eine oder mehrere Nebengeißeln vorhanden sein können, wodurch die Antenne verzweigt wirken kann.
Die mit den Arthropoda nahe verwandten Stummelfüßer (Onychophora) tragen am Kopf ebenfalls ein Paar Fühler. Diese sind aber den Antennen der Gliederfüßer nicht homolog, sie sind Auswüchse des ursprünglichen Kopflappens. Dies ist unter anderem daran erkennbar, dass sie vom ersten Abschnitt des Gehirns, dem Protocerebrum, innerviert werden, nicht wie die Antennen der Arthropoden vom zweiten.

## Gliederantennen

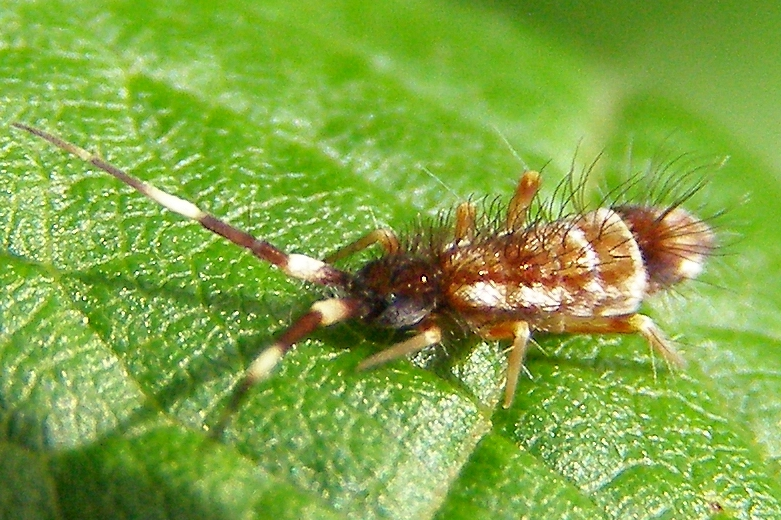
Gliederantennen eines Springschwanzes (Collembola)

Gliederantennen kommen bei allen Gliederfüßern mit Ausnahme der Insekten, bei den Sechsfüßern, bei den Springschwänzen (Collembola) und Doppelschwänzen (Diplura) vor. Sie enthalten, mit Ausnahme des Endgliedes, in allen Gliedern Muskeln, die im jeweils folgenden Glied inserieren, wodurch jedes Glied einzeln bewegt werden kann.

## Geißelantennen der Insekten
Geißelantennen kommen bei allen Insekten vor.
Sie setzen sich zusammen aus
- Scapus (Antennengrundglied oder Basalglied, erstes Segment), vielfach vergrößert,
- Pedicellus (Wendeglied, zweites Segment), oft kugelförmig,
- Flagellum (Geißel, drittes Segment), mit einer unterschiedlichen Anzahl von sehr unterschiedlich geformten Geißelgliedern (Flagellomeren, Antennomeren).

Die Glieder der Antennengeißel werden oft ebenfalls als Segmente bezeichnet, entsprechen aber in Wirklichkeit eher abgesetzten Teilabschnitten oder Ringeln (Annuli oder Anelli) eines einzigen Segments (der Geißel).
Manche Fühler weisen an ihrer Spitze eine keulenartige Verdickung (Fühlerkeule, Clava) auf. Die Keulenglieder werden auch als Clavomere bezeichnet. Die Fühlerglieder zwischen den Anelli (Ringeln) und der Clava (Keule) werden als Funikularglieder bezeichnet.
Die Antenne wird durch ein durchlaufendes Blutgefäß mit Hämolymphe versorgt. Oft ist an der Antennenbasis ein kontraktiles (zusammenziehbares) Gefäß, ein sog. Antennenherz, ausgebildet, das die Hämolymphe in den langen und dünnen Anhang hineinpumpt. Außerdem ist sie auch von Tracheen durchzogen.
Die Antennenglieder sind durch Gelenkhäute mit verdünnter Cuticula gegen die Kopfkapsel und gegeneinander abgesetzt und beweglich. Das Antennengrundglied (der Scapus) sitzt an in einer pfannenartigen Aussparung der hart sklerotisierten Kopfkapsel, es ist meist ein in alle Richtung bewegliches Pfannengelenk (Kugelgelenk). Das in der Kopfkapsel verankerte Ende des Scapus wird auch Antennifer genannt.
Am Kopf (meist am Tentorium im Inneren der Kopfkapsel) ansetzende Muskeln setzen am Scapus an. Ein zweites Paar Muskeln verbindet Scapus und Pedicellus. Die Glieder der Antennengeißel besitzen hingegen keine eigenen Muskeln, diese ist nur über die Bewegung der Grundglieder beweglich. Weitere Bewegungsmöglichkeiten, zum Beispiel die Spreizung von Gliedern einer Fühlerkeule, werden durch Flüssigkeitsdruck der Hämolymphe im Inneren hydrostatisch erzeugt.
Die Anzahl der Geißelglieder ist zwischen verschiedenen Insekten hoch variabel, sie kann auch bei recht nahe verwandten Formen verschieden sein. Die Bürstenhornblattwespen (Argidae) besitzen nur ein Geißelglied, viele Schlupfwespen (Ichneumonidae) mehr als fünfzig, Schaben wie Periplaneta americana 150 oder mehr. Innerhalb vieler Gruppen ist die Anzahl der Fühlerglieder fixiert, so besitzen die meisten Käfer elf Fühlerglieder.
Bei vielen Gruppen können die Antennen bei Männchen und Weibchen unterschiedlich ausgebildet sein (Sexualdimorphismus). Oft hängt dies damit zusammen, dass Weibchen vieler Arten Sexuallockstoffe (Pheromone) aussondern, die von den Männchen für eine erfolgreiche Partnerfindung über große Strecken wahrgenommen werden müssen.
In Anpassung daran ist dann die Oberfläche der männlichen Antennen stark vergrößert, so dass darauf mehr Riechsinneszellen untergebracht werden können. Beispiele hierfür sind Diprioniden (Buschhornblattwespen) oder viele Schmetterlings-Gruppen.
Sinnesleistungen
Die Sinnesleistungen der Insektenfühler beruhen überwiegend auf Sensillen, die mikroskopisch klein und mit bloßem Auge nicht sichtbar den Gliedern aufsitzen. Eine Ausnahme bildet das Johnstonsche Organ, ein besonderes Chordotonalorgan, das auf Basis von Skolopidien arbeitet. Skolopidien sind im Inneren der Kutikula sitzende, also von außen unsichtbare mechanische Sinnesorgane, die eine Verformung des Außenskeletts registrieren. Das Johnstonsche Organ registriert Lageveränderungen der Antennengeißel relativ zur Antennenbasis. Insekten können mit dem Johnstonschen Organ Strömungen, zum Beispiel Luftströmungen beim Fliegen, oder die Schwerkraft (durch die Zugkräfte des Gewichts der Antennengeißel) wahrnehmen.

Verschiedene Formen von Sensillen auf dem Fühler einer Gewöhnlichen Wespe (Vespula vulgaris)

Je nach Art sind die Fühler mit einem vielfältigen Sortiment von Sinneshaaren, Sinneszapfen (Sensilla basiconica), flaschen- oder ampullenförmigen Sensillen mit großer endständiger (terminaler) Öffnung, plattenförmigen Sensillen (Sensilla placodea), Sinnesschuppen (Sensilla squamiformia), kuppelförmigen Sensillen, und vielen anderen, ausgestattet. Die zahlreichen, unterschiedlich geformten Sensillen besitzen unterschiedliche Funktionen. Oft wirken die meisten als chemische Sinnesorgane (Chemorezeptoren), die vor allem der Fernerkundung (Geruchssinn), daneben aber gelegentlich auch als Kontaktrezeptoren (Geschmackssinn) arbeiten. Andere Sensillen dienen als Mechanorezeptoren, Feuchterezeptoren oder Temperaturfühler (Thermorezeptoren), nicht selten sind auch zwei, oder sogar drei, Sinnesleistungen in einem Sensillentyp vereinigt. Die Ausstattung mit Sensillen kann sich auf den verschiedenen Geißelgliedern jeweils wiederholen, oder es sind bestimmte Sinne auf einzelnen Geißelgliedern konzentriert. So sind bei vielen Tagfaltern die Geruchssensoren auf den Fühlerkeulen konzentriert. Die Anzahl der Sensillen ist teilweise von der Größe der Glieder und oft vom Geschlecht abhängig. Bei männlichen Küchenschaben der Gattung Periplaneta sitzen auf jedem Fühler mehr als 250.000 Sensillen, bei Pfauenspinnern der Gattung Telea beim Männchen etwa 65.000, beim Weibchen nur 13.000.

### Formen von Insektenfühlern

Verschiedene Fühlerformen (Erläuterung im Text)

Fühler können in sehr unterschiedlicher Ausprägung vorkommen:
- mit Fühlerborste (aristat)[8], besondere Antennenform der Fliegen. Die Geißelglieder sind weitgehend zurückgebildet, am in der Regel vergrößerten ersten Geißelglied (also dem dritten Antennenglied) sitzt ein oft gefiederter borstenartiger Fortsatz (Arista genannt) an.
- lamellenförmig (lamellat): Die vorderen Geißelglieder sind vergrößert und bilden eine „Blätterkeule“, zum Beispiel bei Blatthornkäfern.
- gesägt (serrat): Die Geißelglieder besitzen einen kurzen einseitigen Fortsatz, zum Beispiel bei Schnellkäfern.
- gefächert (flabellat): Die Geißelglieder besitzen einen langen, blattförmigen einseitigen Fortsatz.
- perlschnurartig (moniliform): Die Geißelglieder sind an der Basis und an der Spitze verengt, die Fühlergeißel wirkt dadurch eingeschnürt; zum Beispiel bei Blattkäfern.
- borstenförmig (setiform, englisch setaceous) bis
 fadenförmig (filiform): Die Antennengeißel ist lang und dünn; zum Beispiel bei Schaben und Laufkäfern.
- gekniet (geniculat): Das Grundglied der Antenne (Scapus) ist vergrößert oder verlängert, die übrigen Glieder sitzen in einem Winkel daran an; zum Beispiel bei Rüsselkäfern oder Ameisen.
- gefiedert (plumos): Die Geißelglieder tragen lange Haarkränze, zum Beispiel bei den Männchen der Mücken.
- gekämmt, kammförmig (pectinat): Die Geißelglieder besitzen einen mäßig langen, einseitigen Fortsatz, zum Beispiel bei den Männchen mancher Schnellkäfer.
- keulenförmig (clavat): Die vorderen Geißelglieder sind, gegenüber den übrigen Geißelgliedern deutlich abgesetzt, vergrößert, zum Beispiel bei Borkenkäfern.
- pfriemförmig (stylat): Die Fühlergeißel ist gegenüber den beiden Grundgliedern sehr klein und dünn, zum Beispiel bei Zikaden.

Eine abweichende Form besitzen in der Regel die Antennen der Larven oder Nymphen der Insekten. Oft sind sie bei ihnen kürzer und einfacher gebaut.

## Antennen der Krebstiere

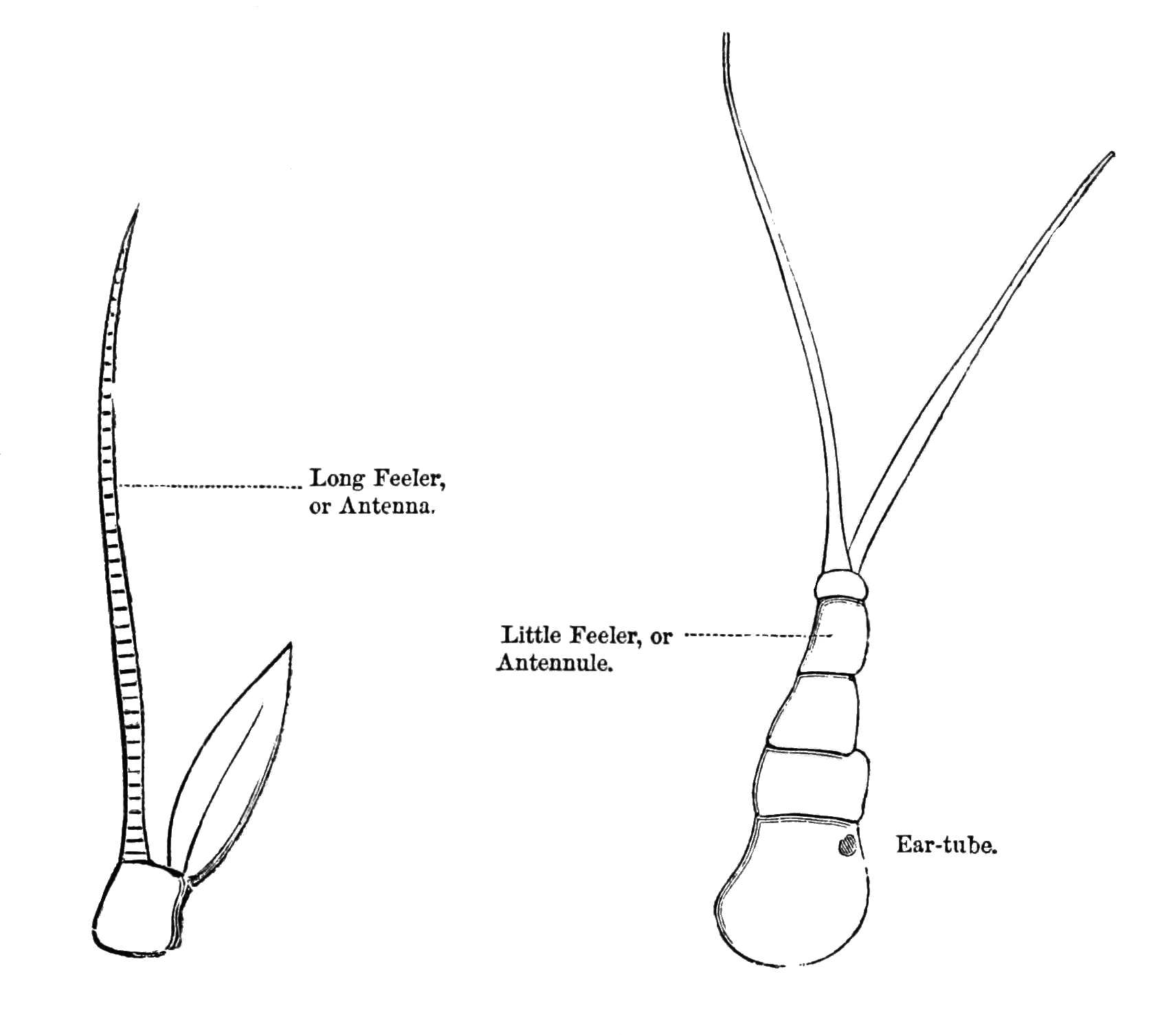
Antennen von Hummerartigen (Schema): links Antenna, rechts Antennula

Der Kopf der Krebstiere trägt nicht ein, sondern zwei Paar Extremitäten, die als Antennen bezeichnet werden.
Die vorderen Antennen werden auch als „erste Antennen“ oder Antennulae bezeichnet. Eine Antennula ist nicht als Spaltbein aufgebaut. In der Regel besteht sie aus zwei (selten drei) Geißeln (Flagella), die auf mehreren abweichend gebauten Segmenten (der Antennenbasis, auch Pedunculus genannt) sitzen. Die Geißeln sind meist gleich gestaltet, können sich aber auch erheblich unterscheiden.
Die „zweiten Antennen“ oder Antennae sind meist das auffälligere Antennenpaar, bei einigen Arten sind sie länger als der Körper. Eine Antenna ist im Grundbauplan als Spaltbein aufgebaut, wobei der Endopodit die Geißel bildet und der Exopodit als längliche oder blattförmige Schuppe vorliegt. Bei Zehnfußkrebsen wird der Exopodit auch als Scaphocerit bezeichnet. Die Antennae sitzen auf einer fünfgliedrigen Antennenbasis.
Auffällige Antennae besitzen etwa die Langusten, deren Antennenbasis erheblich vergrößert ist, oder die Bärenkrebse, bei denen die Geißel der Antenna zu einer Art Schaufel umgebildet ist (vgl. Galerie).

## Galerie

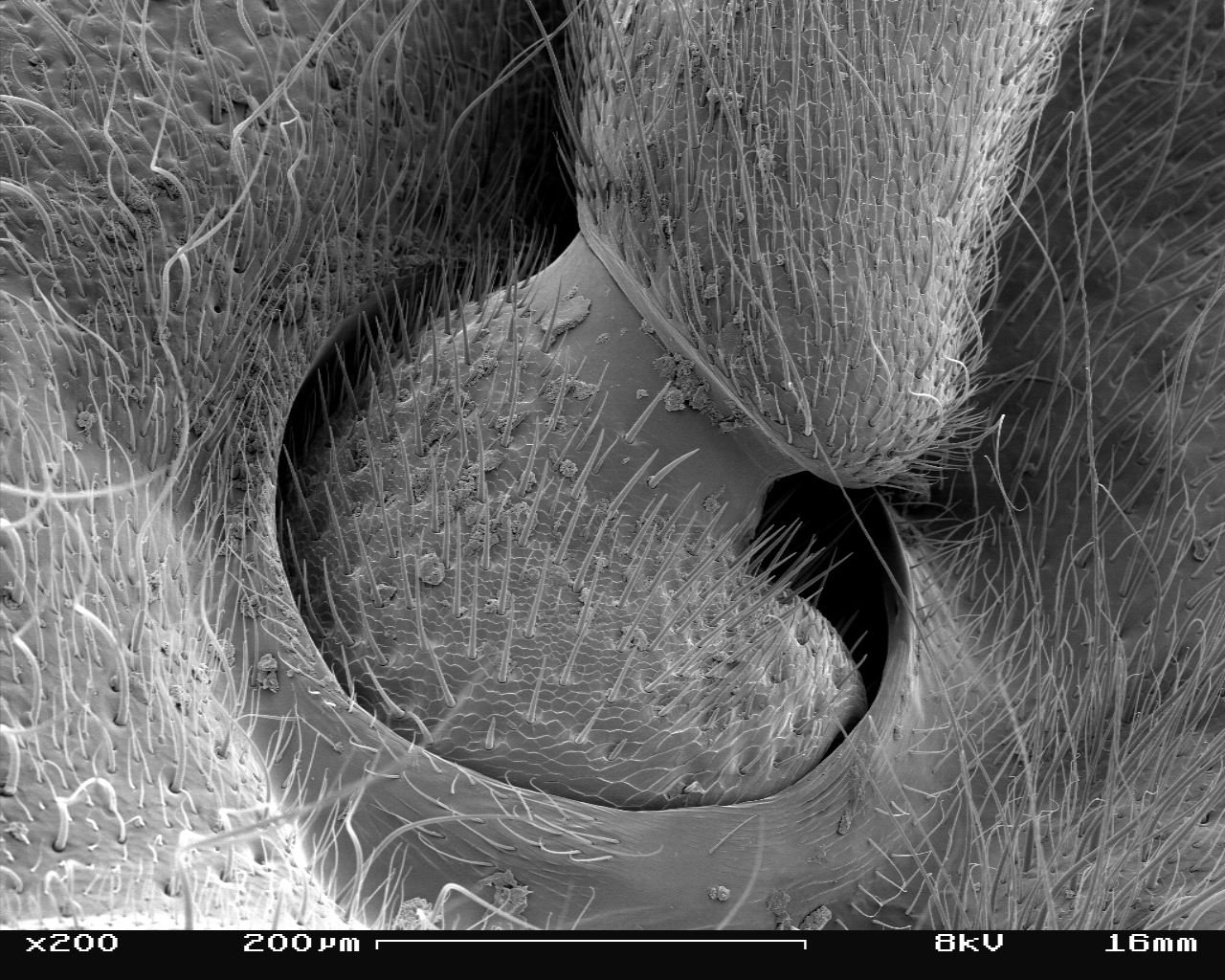
Verankerung der Antenne in der Kopfkapsel bei der Gewöhnlichen Wespe (Vespula vulgaris)
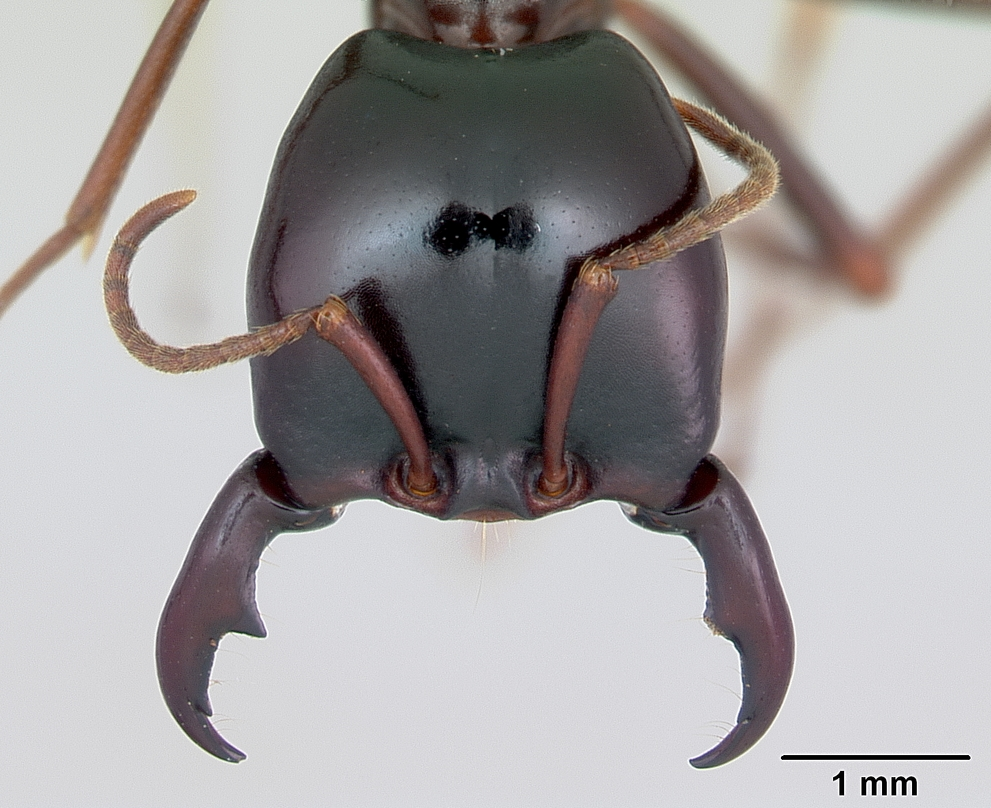
Gekniete Antennen einer Ameise (Dorylus)
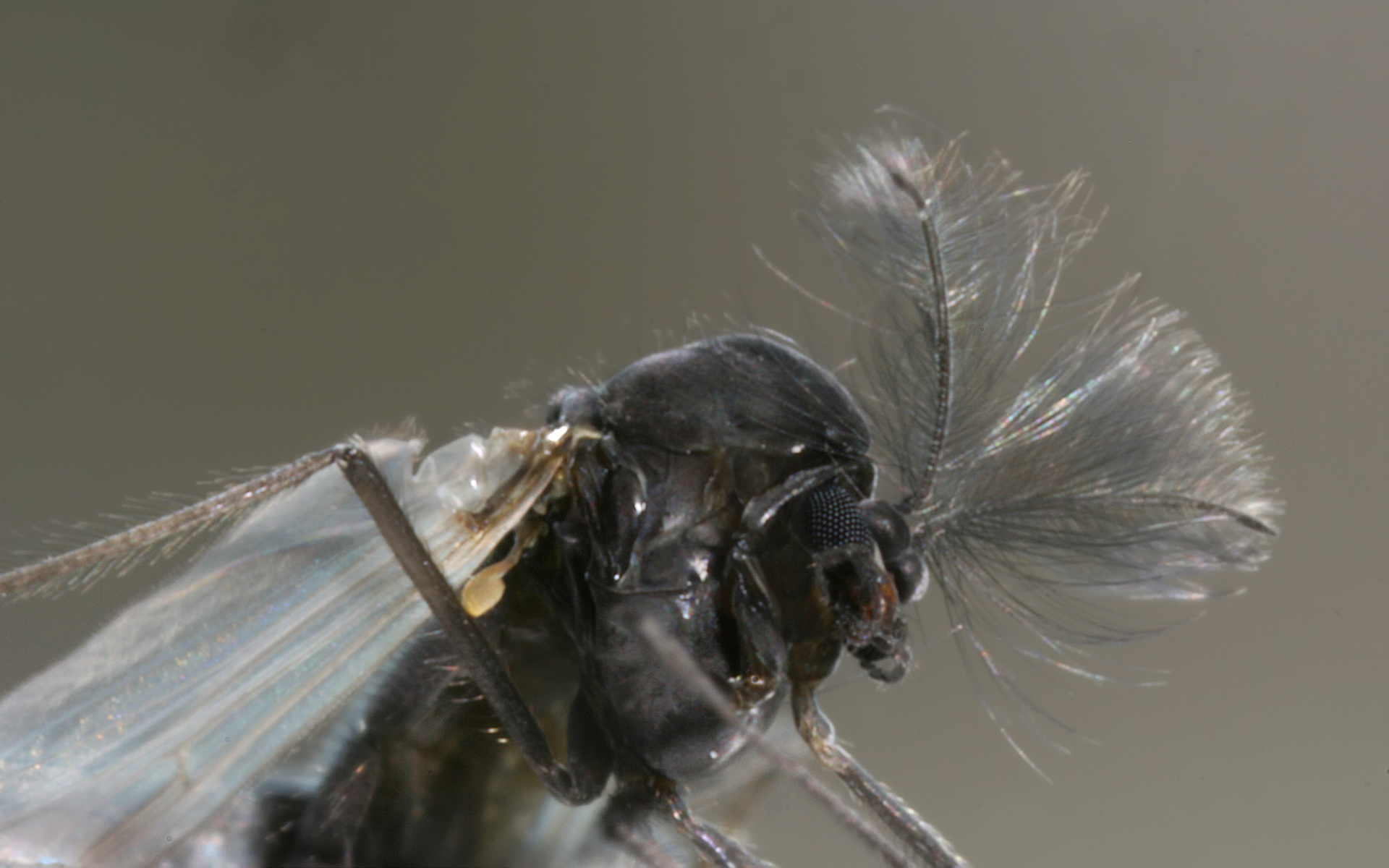
Die gefiederten Fühler einer Büschelmücke (Chaoboridae)
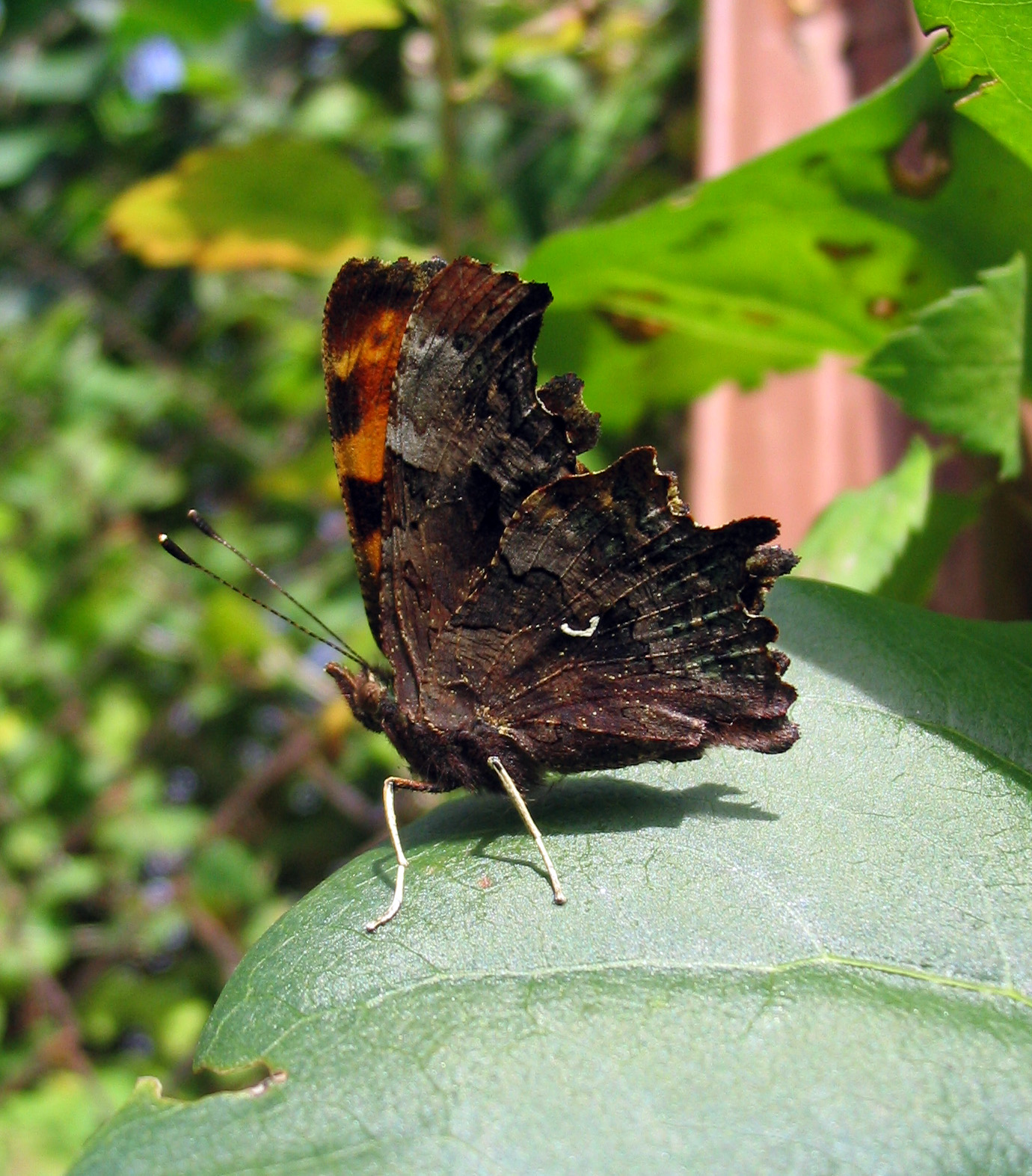
Gekeulte Fühler des C-Falters
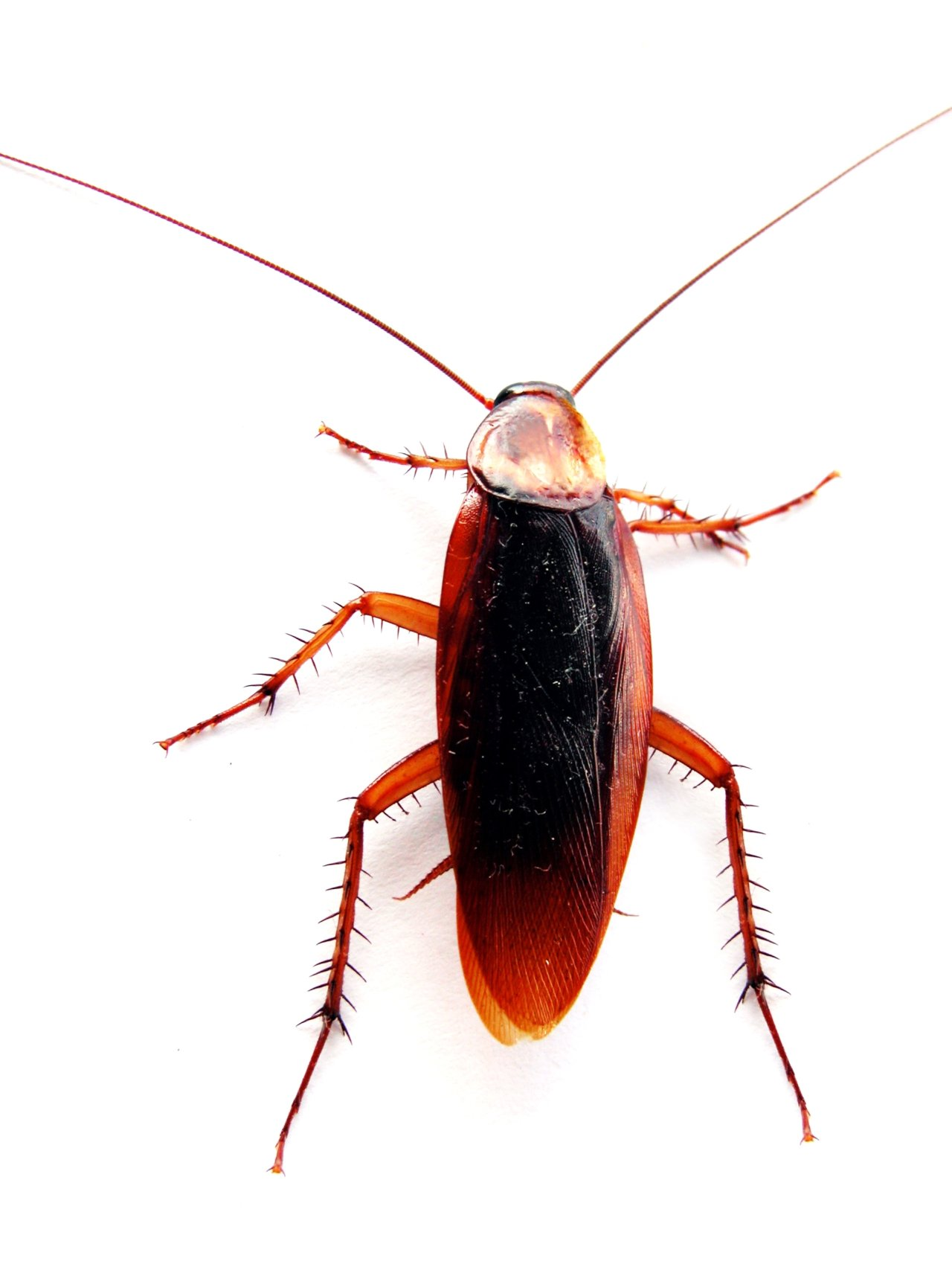
Fadenförmige Antennen einer Schabe
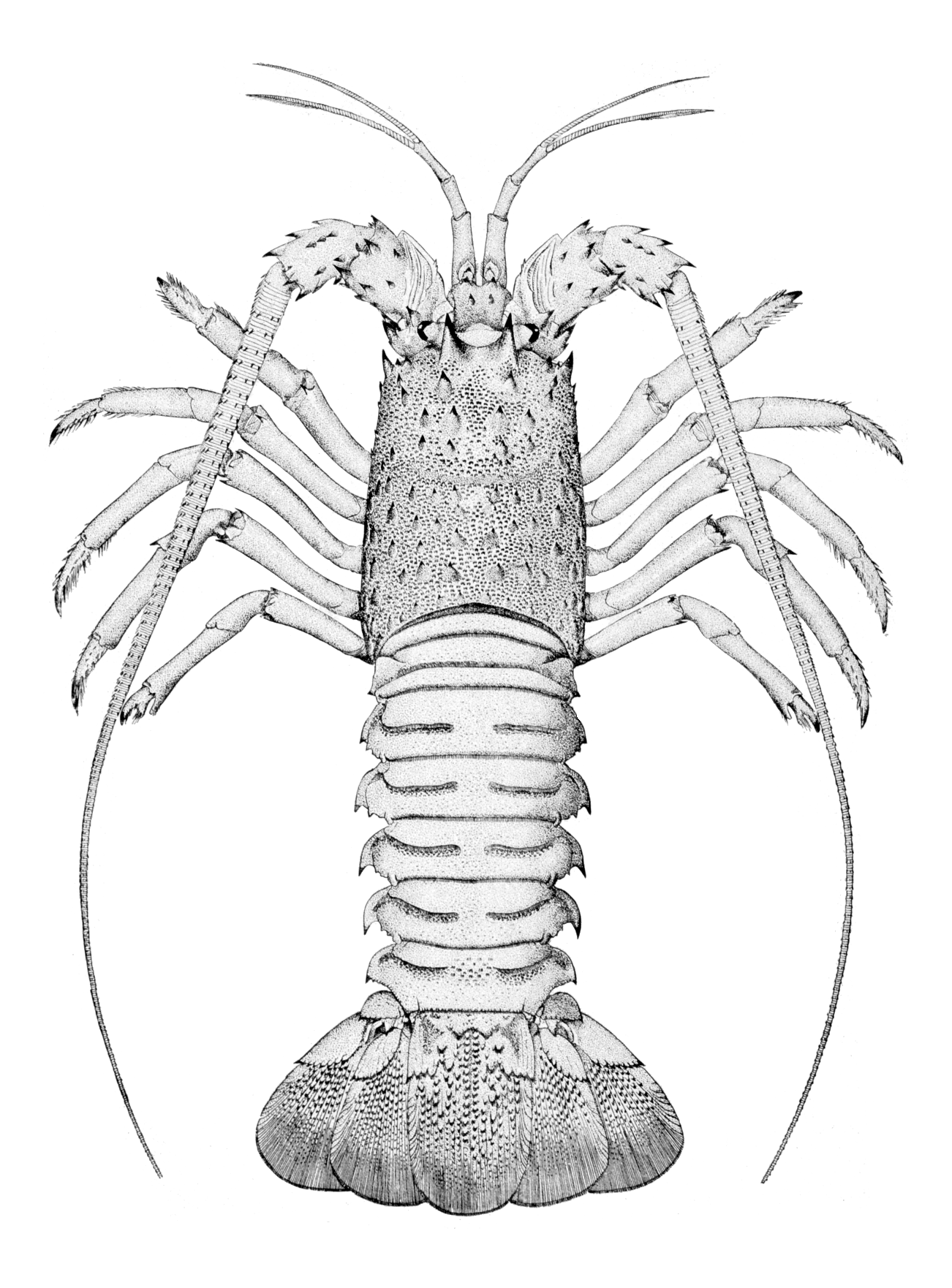
Stark vergrößerte Antennenbasis bei Langusten
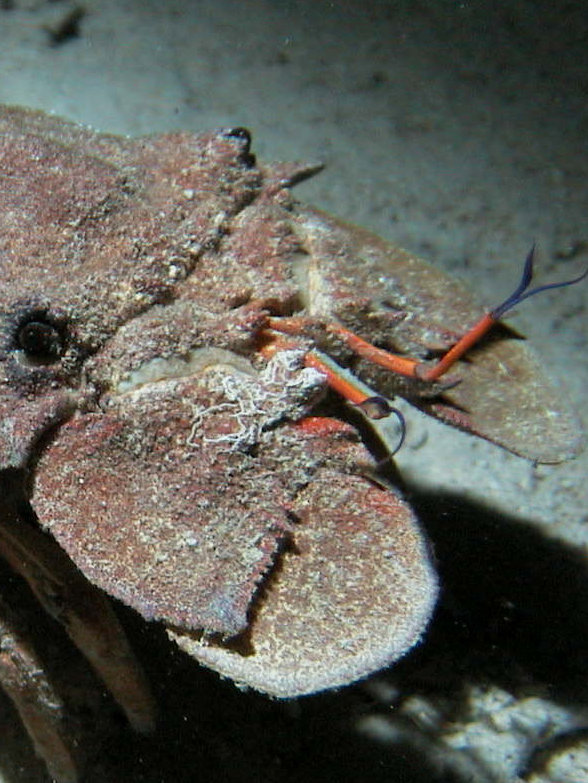
Rötliche Antennula und schaufelförmige Antenna bei Bärenkrebsen